# Équipe de république démocratique du Congo de football à la Coupe d'Afrique des nations 2023
L’équipe de république démocratique du Congo de football participe à la coupe d'Afrique des nations 2023 organisée en Côte d'Ivoire du 13 janvier au 11 février 2024. Il s'agit de la vingtième participation des Léopards, entraînés par Sébastien Desabre. Éliminés par le pays hôte en demi-finale (1-0), ils terminent à la quatrième place en perdant contre l'Afrique du Sud aux tirs au but dans la petite finale.

## Qualifications
La république démocratique du Congo est placée dans le groupe I des qualifications qui se déroulent de juin 2022 à septembre 2023. La campagne commence difficilement avec deux défaites, face au Gabon (1-0) et au Soudan (2-1), qui conduisent au limogeage du sélectionneur Hector Cuper. Après l'arrivée de Sébastien Desabre, les Léopards se reprennent lors de la double confrontation avec la Mauritanie. Ils s'imposent ainsi 3-1 à Lubumbashi puis obtiennent un nul 1-1 à Nouakchott. Ce dernier résultat est transformé en victoire 3-0 sur tapis vert, les Mourabitounes ayant aligné Khadim Diaw inéligible en raison de sa participation aux éliminatoires du CHAN 2020 avec le Sénégal. Les congolais remportent ensuite leurs deux derniers matchs et se qualifient en prenant la première place du groupe à la dernière journée.
| Rang | Équipe     | Pts | J | G | N | P | Bp | Bc | Diff |  | Résultats (▼ dom., ► ext.) |     |     |     |     |
| ---- | ---------- | --- | - | - | - | - | -- | -- | ---- |  | -------------------------- | --- | --- | --- | --- |
| 1    | RD Congo   | 12  | 6 | 4 | 0 | 2 | 11 | 4  | +7   |  | RD Congo                   |     | 3-1 | 0-1 | 2-0 |
| 2    | Mauritanie | 10  | 6 | 3 | 1 | 2 | 9  | 7  | +2   |  | Mauritanie                 | 0-3 |     | 2-1 | 3-0 |
| 3    | Gabon      | 7   | 6 | 2 | 1 | 3 | 3  | 5  | -2   |  | Gabon                      | 0-2 | 0-0 |     | 1-0 |
| 4    | Soudan     | 6   | 6 | 2 | 0 | 4 | 3  | 10 | -7   |  | Soudan                     | 2-1 | 0-3 | 1-0 |     |

### Résultats
| 1re journée             | RD Congo | 0 - 1                       | Gabon       |                                                         |                                                         |
| 4 juin 2022 21:00 UTC+1 |          | (0 - 1)                     | 23e Babicka | Stade des Martyrs, Kinshasa Arbitrage : Bernard Camille | Stade des Martyrs, Kinshasa Arbitrage : Bernard Camille |
| 4 juin 2022 21:00 UTC+1 |          | 32e Autchanga · 78e Amonome |             | Stade des Martyrs, Kinshasa Arbitrage : Bernard Camille | Stade des Martyrs, Kinshasa Arbitrage : Bernard Camille |

| 2e journée              | Soudan                                           | 2 - 1   | RD Congo                    |                                                      |                                                      |
| 8 juin 2022 21:00 UTC+2 | Al-Shoala 16e · Abdelrahman 86e                  | (1 - 0) | 90+3e Bolingi               | Al Hilal Stadium, Omdourman Arbitrage : Joshua Bondo | Al Hilal Stadium, Omdourman Arbitrage : Joshua Bondo |
| 8 juin 2022 21:00 UTC+2 | Rahman 23e · Taifour (en) 43e · Abdelgader 90+2e |         | 13e Kiassumbua · 60e Mpangi | Al Hilal Stadium, Omdourman Arbitrage : Joshua Bondo | Al Hilal Stadium, Omdourman Arbitrage : Joshua Bondo |

| 3e journée               | RD Congo                               | 3 - 1   | Mauritanie |                                                                  |                                                                  |
| 24 mars 2023 15:00 UTC+2 | Kakuta 37e · Bakambu 42e · Masuaku 67e | (2 - 0) | 55e Abeid  | Stade Tout Puissant Mazembe, Lubumbashi Arbitrage : Abongile Tom | Stade Tout Puissant Mazembe, Lubumbashi Arbitrage : Abongile Tom |
| 24 mars 2023 15:00 UTC+2 | Tshibola 63e                           |         | 22e Thiam  | Stade Tout Puissant Mazembe, Lubumbashi Arbitrage : Abongile Tom | Stade Tout Puissant Mazembe, Lubumbashi Arbitrage : Abongile Tom |

| 4e journée               | Mauritanie                                     | 0 - 3 tapis vert | RD Congo                                                  |                                                                |                                                                |
| 28 mars 2023 22:00 UTC±0 | Soueid 67e                                     | (0 - 1)          | 9e Bakambu                                                | Stade Cheikha Ould Boïdiya, Nouakchott Arbitrage : Sadok Selmi | Stade Cheikha Ould Boïdiya, Nouakchott Arbitrage : Sadok Selmi |
| 28 mars 2023 22:00 UTC±0 | Niasse 9e · Camara 60e · Abeid 75e · Hacen 82e |                  | 5e Amale · 47e Bokadi · 51e, 59e Bakambu · 87e Kiassumbua | Stade Cheikha Ould Boïdiya, Nouakchott Arbitrage : Sadok Selmi | Stade Cheikha Ould Boïdiya, Nouakchott Arbitrage : Sadok Selmi |

| 5e journée               | Gabon                      | 0 - 2   | RD Congo                                        |                                                         |                                                         |
| 18 juin 2023 19:00 UTC+1 |                            | (0 - 1) | 34e Tshibola · 83e Mayele                       | Stade de Franceville, Franceville Arbitrage : Amin Omar | Stade de Franceville, Franceville Arbitrage : Amin Omar |
| 18 juin 2023 19:00 UTC+1 | Allevinah 21e · Lemina 55e |         | 59e Batubinsika · 73e Tshibola · 80e Mpasi-Nzau | Stade de Franceville, Franceville Arbitrage : Amin Omar | Stade de Franceville, Franceville Arbitrage : Amin Omar |

| 6e journée                   | RD Congo                 | 2 - 0   | Soudan |                                                       |                                                       |
| 9 septembre 2023 17:00 UTC+1 | Bongonda 8e · Mayele 87e | (1 - 0) |        | Stade des Martyrs, Kinshasa Arbitrage : Samir Guezzaz | Stade des Martyrs, Kinshasa Arbitrage : Samir Guezzaz |

### Statistiques

#### Buteurs
| Buts | Joueurs                                                                      |
| ---- | ---------------------------------------------------------------------------- |
| 2    | Cédric Bakambu, Fiston Kalala Mayele                                         |
| 1    | Jonathan Bolingi, Theo Bongonda, Gaël Kakuta, Arthur Masuaku, Aaron Tshibola |

## Préparation
La RDC effectue sa préparation aux Émirats arabes unis où elle dispute deux matchs amicaux contre des nations également qualifiée pour la CAN. Le 6 janvier, les Léopards font match nul contre l'Angola (0-0). Quatre jours plus tard, ils s'inclinent face au Burkina Faso (2-1).
| Match amical   | RD Congo | 0 - 0   | Angola |                                                                |                                                                |
| 6 janvier 2024 |          | (0 - 0) |        | Shabab Al Ahli Stadium, Dubaï Arbitrage : Sultan Mohamed Saleh | Shabab Al Ahli Stadium, Dubaï Arbitrage : Sultan Mohamed Saleh |

| Match amical    | RD Congo              | 1 - 2   | Burkina Faso |                            |                            |
| 10 janvier 2024 | Touré · M. Konaté 41e | (0 - 2) | 57e Mbemba   | Baniyas Stadium, Abou Dabi | Baniyas Stadium, Abou Dabi |

## Compétition

### Tirage au sort
Le tirage au sort de la CAN 2023 est effectué le 12 octobre 2023 au Parc des expositions d’Abidjan. La RDC, 64e nation au classement FIFA, est placée dans le chapeau 2. Le tirage place les Léopards dans le groupe F, avec le Maroc (chapeau 1, 13e au classement FIFA), la Zambie (chapeau 3, 82e) et la Tanzanie (chapeau 4, 122e).

### Effectif
Le sélectionneur Sébastien Desabre annonce une première liste de 24 joueurs (sur 27 possibles) le 27 décembre 2023. Le milieu Edo Kayembe se blesse lors d'un match de championnat juste avant de rejoindre la sélection, il est remplacé par Omenuke Mfulu.

### Premier tour
| Rang | Équipe   | Pts | J | G | N | P | Bp | Bc | Diff |
| ---- | -------- | --- | - | - | - | - | -- | -- | ---- |
| 1    | Maroc    | 7   | 3 | 2 | 1 | 0 | 5  | 1  | +4   |
| 2    | RD Congo | 3   | 3 | 0 | 3 | 0 | 2  | 2  | 0    |
| 3    | Zambie   | 2   | 3 | 0 | 2 | 1 | 2  | 3  | -1   |
| 4    | Tanzanie | 2   | 3 | 0 | 2 | 1 | 1  | 4  | -3   |

| 1re journée           | RD Congo   | 1 - 1   | Zambie     | Stade Laurent Pokou, San-Pédro    |                                   |
| 17 janvier 2024 20h00 | Wissa 27e  | (1 - 1) | 23e Kangwa | Arbitrage : Bamlak Tessema Weyesa | Arbitrage : Bamlak Tessema Weyesa |
| 17 janvier 2024 20h00 | Kalulu 90e | Rapport | 55e Banda  | Arbitrage : Bamlak Tessema Weyesa | Arbitrage : Bamlak Tessema Weyesa |

| 2e journée            | Maroc                               | 1 - 1   | RD Congo     | Stade Laurent Pokou, San-Pédro |                          |
| 21 janvier 2024 14h00 | Hakimi 6e                           | (1 - 0) | 76e Mvumpa   | Arbitrage : Peter Waweru       | Arbitrage : Peter Waweru |
| 21 janvier 2024 14h00 | Amallah 40e · ZIyech 44e · Adli 87e | Rapport | 90+8e Mbemba | Arbitrage : Peter Waweru       | Arbitrage : Peter Waweru |

| 3e journée            | Tanzanie | 0 - 0   | RD Congo  | Stade Amadou Gon Coulibaly, Korhogo |                       |
| 24 janvier 2024 20h00 |          | (0 - 0) |           | Arbitrage : Amin Omar               | Arbitrage : Amin Omar |
| 24 janvier 2024 20h00 |          | Rapport | 9e Pickel | Arbitrage : Amin Omar               | Arbitrage : Amin Omar |

### Phase à élimination directe
| Huitième de finale    | Égypte                                                                                | 1 - 1                 | RD Congo                                                                               | Stade Laurent Pokou, San-Pédro |                          |
| 28 janvier 2024 20h00 | Mohamed 45+1e (pen.)                                                                  | (1 - 1, 1 - 1, 1 - 1) | 37e Elia                                                                               | Arbitrage : Abongile Tom       | Arbitrage : Abongile Tom |
| 28 janvier 2024 20h00 | H. Fathi 58e · Hamdy 66e, 97e · Ateya 88e                                             | Rapport               | 45e Batubinsika · 102e Bogonda · 115e Mbemba ·                                         | Arbitrage : Abongile Tom       | Arbitrage : Abongile Tom |
| 28 janvier 2024 20h00 | Abdelmonem · Mohamed · Marmoush · Kamal · Hany · Hegazy · M. Fathi · Hamada · Gabaski | Tirs au but 7 - 8     | Moutoussamy · Masuaku · Diangana · Katompa · Tshibola · Kalulu · Mbemba · Baka · Mpasi | Arbitrage : Abongile Tom       | Arbitrage : Abongile Tom |

| Quart de finale      | RD Congo                                    | 3 - 1   | Guinée                     | Stade Alassane Ouattara, Abidjan |                              |
| 2 février 2024 20h00 | Mbemba 27e · Wissa 65e (pen.) · Masuaku 82e | (1 - 1) | 20e (pen.) Bayo            | Arbitrage : Mustapha Ghorbal     | Arbitrage : Mustapha Ghorbal |
| 2 février 2024 20h00 | Masuaku 37e                                 | Rapport | 64e Diawara · 79e F. Conte | Arbitrage : Mustapha Ghorbal     | Arbitrage : Mustapha Ghorbal |

| Demi-finale          | Côte d'Ivoire | 1 - 0   | RD Congo | Stade Alassane Ouattara, Abidjan               |                                                |
| 7 février 2024 20h00 | Haller 65e    | (0 - 0) | | Spectateurs : 51 020 Arbitrage : Ibrahim Mutaz | Spectateurs : 51 020 Arbitrage : Ibrahim Mutaz |
| 7 février 2024 20h00 | Rapport       |         | | Spectateurs : 51 020 Arbitrage : Ibrahim Mutaz | Spectateurs : 51 020 Arbitrage : Ibrahim Mutaz |
| 7 février 2024 20h00 |               | Équipes | Mpasi - Masuaku, Baka, Mbemba, Kalulu - Moutoussamy, Pickel (Tshibola, 70e) - Wissa (Mayele, 69e), Kakuta (Bongonga, 45e), Elia (Mvumpa, 78e) - Bakambu (Banza, 69e) | Spectateurs : 51 020 Arbitrage : Ibrahim Mutaz | Spectateurs : 51 020 Arbitrage : Ibrahim Mutaz |

| Match pour la 3e place | Afrique du Sud    | 0 - 0   | RD Congo       | Stade Félix-Houphouët-Boigny, Abidjan |                                   |
| 10 février 2024 20h00  |                   | (0 - 0) |                | Arbitrage : Bamlak Tessema Weyesa     | Arbitrage : Bamlak Tessema Weyesa |
| 10 février 2024 20h00  |                   | Rapport | 28e Tshibola · | Arbitrage : Bamlak Tessema Weyesa     | Arbitrage : Bamlak Tessema Weyesa |
| 10 février 2024 20h00  | Tirs au but 6 - 5 |         |                | Arbitrage : Bamlak Tessema Weyesa     | Arbitrage : Bamlak Tessema Weyesa |

### Statistiques

#### Buteurs
| Buts | Joueurs              | Adversaires           |
| ---- | -------------------- | --------------------- |
| 2    | Yoane Wissa          | Zambie (1) Guinée (1) |
| 1    | Meschack Elia        | Égypte                |
| 1    | Silas Katompa Mvumpa | Maroc                 |
| 1    | Arthur Masuaku       | Guinée                |
| 1    | Chancel Mbemba       | Guinée                |